# Ковба, Юрий Степанович
Юрий Степанович Ковба (21 июня 1948, Шепетовка, Каменец-Подольская область) — советский футболист и украинский тренер, выступал на позиции защитника. Большую часть карьеры провёл в «Локомотиве» (Винница) и «Буковине» (Черновцы), также выступал за «Днепр» (Днепропетровск) и СКА (Львов).

## Биография
Футболом начал заниматься в 1960-х годах, сначала выступал в составе клуба КФК «Локомотив» (Шепетовка), а затем в молодежной команде винницкого «Локомотива». В команде мастеров дебютировал в 1968 году в составе именно «Локомотива» (Винница) в классе «Б» союзного чемпионата. В 1969 году был призван на службу в вооруженные силы, где по направлению попал в спортивный клуб армии города Львова, за который провёл 42 поединка (1 гол). По окончании срока службы вернулся в винницкую команду, в которой на несколько сезонов закрепился в основном составе.
В 1974 году был приглашен в команду высшей лиги СССР «Днепр» (Днепропетровск), где провёл 33 матча во всех турнирах (26 — в чемпионате и 7 — в кубке). В кубке вместе с командой дошел до четвертьфинальной стадии, где двух матчевом противостоянии потерпел поражение от киевского «Динамо». После чего снова вернулся в «Локомотив», где снова выполнял роль основного защитника. С 1979 по 1981 год выступал в команде «Буковина», в их составе провёл более 100 матчей и был одним из лидеров. В сезоне 1980 был капитаном команды, которая в свою очередь стала вице-чемпионом УССР. За карьеру игрока, именно в черновицкой команде забил большинство своих голов.
Карьеру завершал в родной команде, за которую в итоге провёл более 300 матчей. Тренерскую карьеру начинал также в Виннице. Тренировал команду «Строитель-Нива» (Гнивань), работал тренером и в «Ниве». В 1999 году главная команда края решила завести собственный фарм-клуб, который был заявлен во вторую лигу Украины и тренером новой команды стал именно Ковба. Однако добиться каких-то весомых успехов ему не удалось.

## Достижения
- Серебряный призёр чемпионата УССР: 1980